# Миклашевский, Илья Михайлович
Илья́ Миха́йлович Миклаше́вский (15 декабря 1877 — 14 октября 1961) — русский офицер, герой Первой мировой войны, участник Белого движения.

## Биография

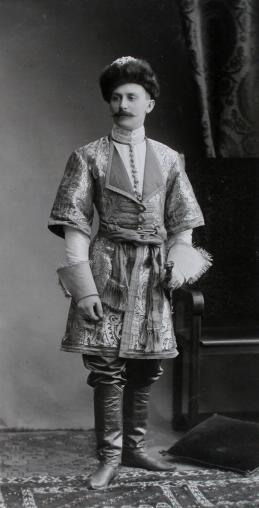
На костюмированном балу 1903 года.

Православный. Из потомственных дворян Екатеринославской губернии. Сын губернского предводителя дворянства Михаила Ильича Миклашевского (1853—1916) и его жены Ольги Николаевны Тройницкой (1852—1919).
По окончании Александровского лицея в 1899 году, поступил юнкером в Кавалергардский полк с зачислением в 4-й эскадрон. В следующем году выдержал офицерский экзамен при Николаевском кавалерийском училище по 1-му разряду и был произведён корнетом.
Чины: подъесаул (1903), поручик гвардии (1904), штабс-ротмистр (1908), ротмистр (1912), полковник (на вакансию, 1913), генерал-майор (за боевые отличия, 1919).
В 1903—1904 годах заведовал оружием и полковым обозом Кавалергардского полка. С началом русско-японской войны добровольно поступил в действующую армию. 26 марта 1904 года переведён во 2-й Дагестанский конный полк с переименованием в сотники. За боевые отличия был награждён шестью орденами, в том числе орденом св. Анны 4-й степени с надписью «за храбрость». 5 февраля 1906 года вернулся в Кавалергардский полк с чином поручика гвардии.
В Первую мировую войну командовал эскадроном, а затем дивизионом Кавалергардского полка. Был награждён Георгиевским оружием
За то, что 20 ноября 1914 г., при отходе гвардейской кавалерии с позиции Аполинов-Завады, упорно оборонял под сильным ружейным и артиллерийским огнём западную окраину д. Рассы, чем и обеспечил отход гвардейской Кирасирской дивизии на позицию у д. Сухцице.
16 февраля 1917 был назначен командующим лейб-гвардии Уланского Её Величества полка. Летом того же года возглавлял полк при наведении порядка в тылу в районе Славуты. Осенью вернулся в Петроград.
Летом 1918 прибыл в Добровольческую армию, в октябре того же года занимался формированием Сводно-гвардейского Кирасирского полка. Вместе с полком был направлен в Северную Таврию в составе Крымско-Азовской армии. 13 мая 1919 назначен командиром бригады Сводно-гвардейской кавалерийской дивизии. 5 июня 1919 был тяжело ранен при прорыве Ак-Манайских позиций в передовых цепях. Сдав командование полковнику Барбовичу, отбыл на лечение.
С июля 1919 исполнял должность командующего 1-й бригадой 2-й кавалерийской дивизии, с 25 июля был начальником 2-й кавалерийской дивизии 5-го кавалерийского корпуса, с которой участвовал в боях за Нежин, Бахмут и Глухов. Осенью 1919 командовал 1-й кавалерийской дивизией 5-го кавалерийского корпуса, во время отступления — сводной кавалерийской дивизией из остатков корпуса. Заболев тифом, сдал командование дивизией полковнику Барбовичу. С 13 мая 1920 состоял генералом для поручений при Главнокомандующем ВСЮР. В Русской армии барона Врангеля состоял в распоряжении инспектора кавалерии. Эвакуирован из Крыма на корабле «Великий князь Александр Михайлович». Галлиполиец.

## Эмиграция
После эвакуации из Крыма сначала обосновался в Королевстве сербов, хорватов и словенцев. Положение русских эмигрантов в Югославии оставляло желать лучшего: кто-то нашел место в пограничной или полицейской службе, но многие всё же оставались ни с чем, и им приходилось работать поденщиками, батраками, садовниками. 

### Служба в албанской армии
Будущий король Албании Зогу I, будучи в это время эмигрантом в КСХС, как глубокий патриот и националист, видел, что правительство Албании, возглавляемое епископом Фаноли, своей политикой ведет страну к гибели. Для организации государственного переворота, он, в 1924 году, на границе с КСХС начинает формирование отрядов албанских добровольцев и в помощь им приглашает русских белоэмигрантов сформировать русский отряд, состоящий из батареи и пулеметного дивизиона, каковых частей у него между добровольцами албанцами не было, за исключением отряда полковника Цена Бея Криузиу. Ахмету Зогу сербским командованием было предложено поручить формирование русского отряда Миклашевскому. 26 декабря русский отряд вошёл в Тирану.
После удачной кампании в Албании перебрался во Францию, жил в Ницце. Состоял членом Союза ревнителей памяти императора Николая II и председателем объединения лейб-гвардии Уланского полка. Участвовал в работе РОВСа, Союза георгиевских кавалеров и других военных организаций.
Скончался в 1961 году в Ницце. Похоронен на русском кладбище Кокад.

## Семья
С 1908 года был женат на фрейлине графине Екатерине Алексеевне Бобринской (1883—1954), дочери члена Государственного совета графа А. А. Бобринского. Их дети:
- Надежда (1910—1988), в замужестве Епанчина
- Алексей (1912—1913)
- Юрий (1915—1997)
- Павел (1920—2011)

## Награды
- Орден Святого Станислава 3-й ст. с мечами и бантом (1904);
- Орден Святой Анны 3-й ст. с мечами и бантом (за бой 7 сентября 1904 у д. Санлунью, 1904);
- Орден Святой Анны 4-й ст. (за дело под Бенсиху, 1905);
- Орден Святого Станислава 2-й ст. с мечами (1905);
- Орден Святой Анны 2-й ст. с мечами (1905);
- Орден Святого Владимира 4-й ст. с мечами и бантом (за рейд на г. Факумынь, 1905);
- Орден Святого Владимира 3-й ст. с мечами (1914);
- Георгиевское оружие (ВП 05.05.1915).